# Rubidium-88
Rubidium-88 of 88Rb is een onstabiele radioactieve isotoop van rubidium, een alkalimetaal. De isotoop komt van nature niet op Aarde voor.
Rubidium-88 ontstaat onder meer door radioactief verval van krypton-88.

## Radioactief verval
Rubidium-88 vervalt door β−-verval naar de stabiele isotoop strontium-88:
{\displaystyle {\ce {{^{88}_{37}Rb}->{^{88}_{38}Sr}+{e^{-}}+{\bar {\nu }}_{e}}}}
De halveringstijd bedraagt 17,8 minuten.
71Rb · 72Rb · 72mRb · 73Rb · 74Rb · 75Rb · 76Rb · 76mRb · 77Rb · 78Rb · 78mRb · 79Rb · 80Rb · 80mRb · 81Rb · 81mRb · 82Rb · 82mRb · 83Rb · 83mRb · 84Rb · 84mRb · 85Rb · 86Rb · 86mRb · 87Rb · 88Rb · 89Rb · 90Rb · 90mRb · 91Rb · 92Rb · 93Rb · 93mRb · 94Rb · 95Rb · 96Rb · 96mRb · 97Rb · 98Rb · 98mRb · 99Rb · 100Rb · 101Rb · 102Rb · 103Rb